# Ratoeira
Ratoeira es una freguesia portuguesa del concelho de Celorico da Beira, con 7,70 km² de superficie y 292 habitantes (2001). Su densidad de población es de 37,9 hab/km².